# 天主教利文斯頓教區
天主教索利文斯頓教區（拉丁語：Dioecesis Livingstonensis）是贊比亞一個羅馬天主教教區，屬盧薩卡總教區。
1936 年 5 月 25 日，该教区成立，名为维多利亚瀑布宗座监牧区。1950年3月10日升為代牧區。1959年4月25日升為教區。
教區包括南方省西南部和西方省大部。2004年有教友69,810人（佔轄區總人口16.7%）、十四個堂區、三十四名司鐸。現任教區主教為雷蒙·姆佩澤萊。